# Бетлегем (Західна Вірджинія)
Бетлегем (англ. Bethlehem) — селище (англ. village) в США, в окрузі Огайо штату Західна Вірджинія. Населення — 2605 осіб (2020).

## Географія
Бетлегем розташований за координатами 40°2′40″ пн. ш. 80°41′17″ зх. д. / 40.04444° пн. ш. 80.68806° зх. д. (40.044377, -80.688097).  За даними Бюро перепису населення США в 2010 році селище мало площу 9,18 км², з яких 9,18 км² — суходіл та 0,00 км² — водойми.

## Демографія
Згідно з переписом 2010 року, у селищі мешкало 2499 осіб у 1107 домогосподарствах у складі 735 родин. Густота населення становила 272 особи/км².  Було 1163 помешкання (127/км²).
Расовий склад населення:
| - 95,8 % — білих - 1,5 % — азіатів - 1,1 % — чорних або афроамериканців - 0,1 % — корінних американців |

До двох чи більше рас належало 1,2 %. Частка іспаномовних становила 0,5 % від усіх жителів.
За віковим діапазоном населення розподілялося таким чином: 19,1 % — особи молодші 18 років, 61,8 % — особи у віці 18—64 років, 19,1 % — особи у віці 65 років та старші. Медіана віку мешканця становила 47,2 року. На 100 осіб жіночої статі у селищі припадало 93,9 чоловіків;  на 100 жінок у віці від 18 років та старших — 91,3 чоловіків також старших 18 років.
Середній дохід на одне домашнє господарство  становив 74 484 долари США (медіана — 63 587), а середній дохід на одну сім'ю — 86 368 доларів (медіана — 76 000). Медіана доходів становила 49 063 долари для чоловіків та 35 833 долари для жінок. За межею бідності перебувало 9,9 % осіб, у тому числі 9,7 % дітей у віці до 18 років та 7,8 % осіб у віці 65 років та старших.
Цивільне працевлаштоване населення становило 1314 особи. Основні галузі зайнятості: освіта, охорона здоров'я та соціальна допомога — 31,4 %, роздрібна торгівля — 9,1 %, науковці, спеціалісти, менеджери — 8,6 %.